# Naty Botero
Natalia Hernández Botero, conosciuta come Naty Botero (Medellín, 10 febbraio 1980), è una cantautrice, attrice e imprenditrice colombiana.
È nota per essere stata nominata più volte agli MTV Europe Music Awards, agli MTV Latin Music Awards e agli Shock Music Awards. Allo stesso modo, è famosa per le sue varie collaborazioni con rinomati artisti nazionali e internazionali. È una leader della difesa delle comunità indigene della Sierra Nevada de Santa Marta, Colombia con la sua fondazione, chiamata Coraje.

## Biografia
Ha studiato nelle città di Parigi e New York. La sua prima incursione nella musica è stata attraverso l'artista Felix da Housecat, che l'ha invitata a partecipare al suo album Devin Dazzle & the Neón Fever, cantando in un totale di cinque canzoni.
Come regista cinematografica (diplomata alla School of Visual Arts), è stata la regista del video Contacto, del cantante colombiano Andrés Cabas, che ha vinto il premio Mucha Música per il miglior video pop. Il suo primo cortometraggio, Little Death, ha vinto un premio al Brooklyn Film Festival di New York. Come attrice, ha partecipato a diversi film e opere teatrali negli Stati Uniti. Ha preso lezioni di recitazione con Susan Batson e ha recitato nel film colombiano Esto huele mal, in cui Fuego, una canzone inclusa nel suo primo album, faceva parte del film e della sua colonna sonora. Fuego faceva anche parte della colonna sonora del film americano Another Gay Movie.

### 2006-2009:Naty Botero
Decide di intraprendere la carriera da solista nel 2006 con il suo singolo Te Quiero Mucho, prodotto da Christian Castagno, pubblicato da Sony Music in Colombia e in diversi paesi dell'America Latina e dell'Europa.
Nel 2006 è stata incaricata di aprire il concerto di Gustavo Cerati a Bogotá (tournée musicale Ahi Vamos). Botero ha consegnato un premio a Robbie Williams durante gli MTV Video Music Awards Latin America nel 2006. Ha anche partecipato al concerto La Mega: Nuestra Tierra del 2006, al quale hanno partecipato diversi artisti colombiani.
È stata nominata agli MTV Latino Awards come Best New Central Artist; ha anche vinto i premi Shock e Ritmo Son Latino nel 2007. Il suo secondo singolo promozionale, Dinosaurio, è stata una delle 5 canzoni più suonate in Colombia nel 2007. Il suo terzo singolo, Mío, era tra le 10 canzoni più popolare da MTV Latino e HTV. Tutte queste canzoni (12 in totale) hanno costituito il suo album di debutto intitolato Naty Botero, presentato dal vivo al pubblico il 12 settembre 2006.
Lo stesso album musicale, Naty Botero, è stato pubblicato dalla Sony BMG in Nord America all'inizio del 2007. Questo album conteneva il successo Te Quiero Mucho. Oltre a Dinosaurio, altre due canzoni di Botero: Fuego e Mío sono apparse anche nella Top 40 colombiana di quell'anno. Nel gennaio 2007, il giornale El Tiempo l'ha scelta come l'artista più eccezionale di quel mese. La canzone Dinosaurio compare in una delle scene del film Boy Culture (Un seduttore in incognito).

### 2010-2011:Adicta
Alla fine del 2009, Naty Botero ha pubblicato il suo secondo album in studio, chiamato Adicta. La canzone Esta Noche Es Nuestra  (con la partecipazione di Joe Arroyo) è stata scelta come singolo principale dell'album. Tu Amor Me Parte En Dos è stato scelto come secondo singolo all'inizio del 2010 e Niño Loco è stato pubblicato come terzo singolo dell'album, con un video musicale girato in Costa Rica. Successivamente, sono stati pubblicati altri singoli da questo album: Adicta (con la partecipazione di Tostao), Knokeada e Mucho Más.
Nel 2011, ha pubblicato Amor de mis amores, tratto dal suo terzo album.
Parallelamente ai suoi spettacoli come cantante, Naty si è avventurata nella scena dei DJ, intraprendendo il suo Naty Botero DJ Set Tour 15, con un tutto esaurito in discoteche e club a Miami, Messico, Venezuela, Ecuador e Colombia, mescolando il meglio della musica del momento e l'esecuzione di versioni speciali dal vivo delle sue canzoni.

### 2012:Manifiesto de amor
Nel 2012 ha presentato Manifesto de amor, una canzone energica, divertente e romantica che ha un video girato nella Sierra Nevada de Santa Marta in Colombia, dove Naty ha iniziato a sviluppare il progetto della sua fondazione Coraje, con i bambini delle comunità indigene. Questa canzone le ha dato una nomination agli MTV Europe Music Awards nella categoria di miglior artista latinoamericana insieme a Juanes, e anche agli Shock 2012 Awards come miglior solista donna. La canzone è stata pubblicata come primo singolo ufficiale del suo terzo album, intitolato Coraje.

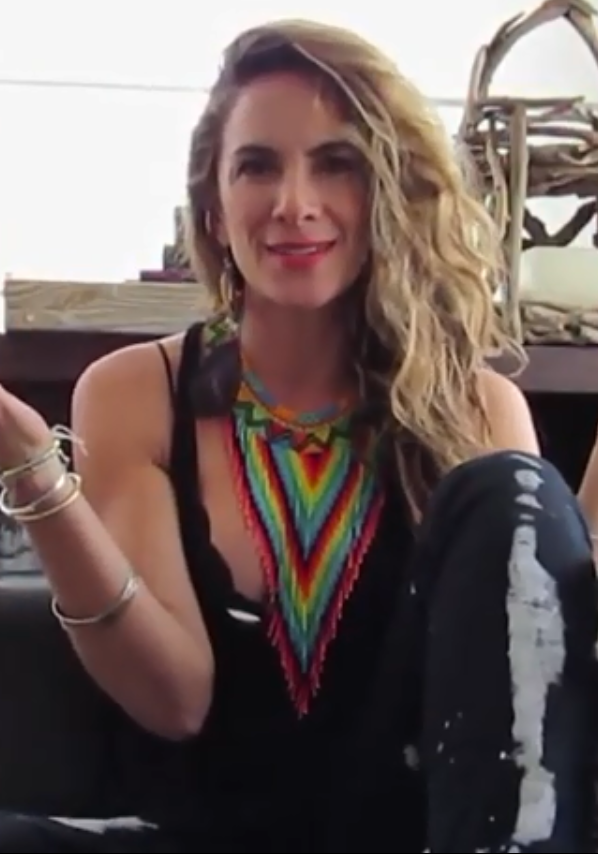
Naty Botero nel 2017.

### 2013-2014:Coraje
Alla fine del 2013, ha pubblicato il suo terzo album intitolato Coraje. Questa produzione include i singoli di successo Manifiesto de amor, Sexo que sana (con la partecipazione di Jiggy Drama), Jálame el pelo e Femme fatale (con la partecipazione di Morenito de Fuego). Il 15 marzo, Naty ha annunciato il quinto singolo di Coraje: Siempre juntos (con la partecipazione di Herencia de Timbiquí). Tuttavia, a luglio ha pubblicato Rosa come quinto singolo, in sostituzione di Siempre juntos.
Nella seconda metà del 2014, è entrata a far parte della giuria del programma televisivo Baila Fanta di Caracol Televisión. Insieme ad alcuni esponenti della danza mondiale come Eddie Morales, Naty ha girato varie scuole in Colombia, alla ricerca dei migliori ballerini del paese.
A dicembre, è stato pubblicato il sesto singolo estratto dall'album: Vino, in collaborazione con la cantante La Bermúdez. Il video della canzone è stato girato in Messico e ispirato all'estetica di Frida Kahlo. Entrambi gli artisti hanno intrapreso un tour di spettacoli attraverso varie città del Messico e della Colombia.

## 10 anni di carriera artistica e costruzione diCasa Coraje

### 2015-2016:Coraje By Naty Botero,Siempre JuntoseMi Esencia
Naty Botero si è avventurata nel settore della moda presentando la sua prima collezione Coraje: By Naty Botero, nell'ambito della Barranquilla Fashion Week, poche settimane prima dell'inizio del 2005. Sulla passerella dell'evento sono stati presentati bikini, accessori e mochilas arhuacas fatti a mano, disegnati dall'artista colombiano insieme alle donne della Sierra Nevada de Santa Marta. Il denaro raccolto dalla vendita di questi oggetti viene utilizzato per fornire cure mediche, dentistiche ed educative a donne e bambini della zona attraverso la Fondazione Coraje, guidata anche dall'artista colombiana.
Il 2015 è iniziato con l'uscita del settimo singolo di Coraje: Siempre Juntos.
Nel 2016, Naty ha presentato un altro singolo di Coraje, la canzone intitolata La Lengua e l'ultimo singolo estratto dall'album: Coraje. Sono stati presentati anche altri video promozionali: Secrets (con la partecipazione di F3nix Castillo) e Take You on a Plane (con la partecipazione di Savan).
Continuando con la sua sfaccettatura di imprenditrice, Naty ha costruito il suo hotel nella cittadina di Palomino, vicino alla Sierra Nevada de Santa Marta: Casa Coraje, una casa al mare dove lo yoga, la musica e l'amore per la natura sono i protagonisti.
Naty ha partecipato come giudice alla seconda stagione di Barena Karaoke Nights in Honduras, condividendo il ruolo di mentore con varie personalità come Jencarlos Canela, Joey Montana e Los Bohemios. Insieme a loro, ha partecipato a una nuova canzone intitolata Me muero por volver, che era molto popolare in quel paese.
Botero ha celebrato i suoi 10 anni di carriera artistica con un tour di spettacoli acustici attraverso il Messico (Guadalajara, Città del Messico, Cancun e Puebla); Honduras (San Pedro Sula e Tegucigalpa) e Stati Uniti (Miami, Los Angeles e il festival Burning Man a Reno, Nevada). Ha concluso il suo tour in Colombia, con un concerto a Bogotá a novembre. Alla fiera d'arte di Barcú, ha presentato il video ufficiale di Coraje, girato al festival Burning Man. Questa canzone è stato il nono e ultimo singolo estratto dall'album Coraje, di quello che hanno pubblicato 9 singoli e 12 video, in totale.
Nel 2016 ha anche presentato l'album chiamato Mi Esencia, la sua prima compilation, che ha presentato con uno spettacolo dal vivo da Città del Messico. Questo album è stato distribuito solo in Messico e contiene brani dei suoi tre precedenti album in studio (Naty Botero-2006, Adicta-2009 e Coraje-2013).

### 2017: Guardiana della Sierra Nevada de Santa Marta
Su iniziativa di Naty, il 10 febbraio 2017, con la collaborazione dei bambini e degli indigeni del bacino del fiume Palomino nella Sierra Nevada de Santa Marta, sono stati piantati più di 1.000 alberi per riforestare quella zona. Lo scopo di questa attività era sensibilizzare, educare e continuare ad aiutare a costruire una comunità migliore in questo luogo sacro per gli indigeni Cogui, Aruachi e Malayo delle montagne.
Questa semina è durata 3 giorni, partendo dal comune di Palomino, passando poi per la costa del Dipartimento di La Guajira, fino a raggiungere il centro educativo Seivyaca. Quest'ultimo luogo è una scuola indigena, situata a un'ora di cammino da Palomino. In questo comune, Botero, con la sua Fondazione Coraje, ha donato libri e fornito cure odontoiatriche a bambini studenti.

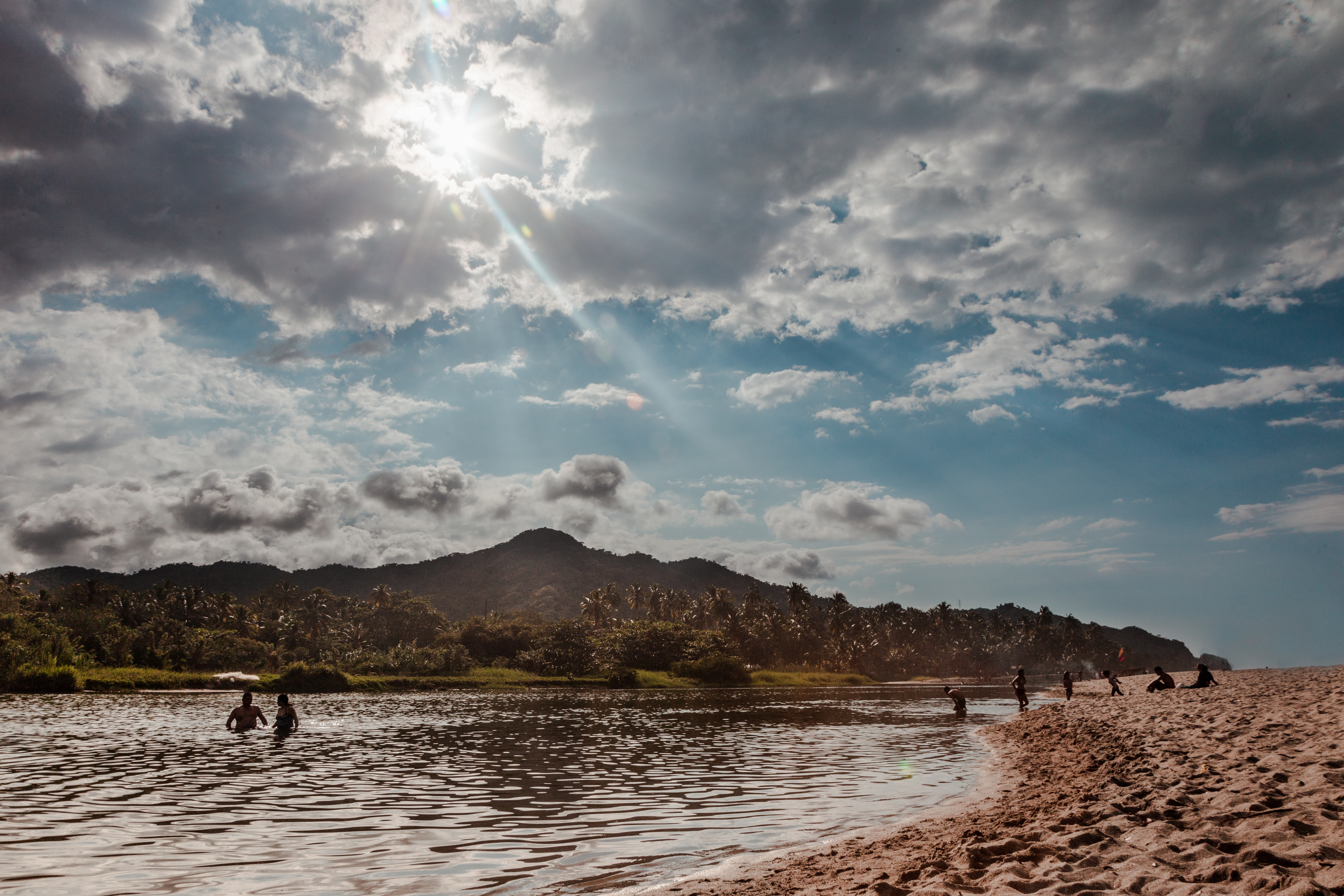
Spiaggia di Palomino, Colombia. Naty Botero vive lì, sulle rive del Mar dei Caraibi colombiani e vicino alla Sierra Nevada de Santa Marta.

### 2018-2020:InDios/InLovee20/20 Collage
Naty Botero ha registrato il suo quarto album in studio negli Stati Uniti e in Colombia. Questo album è stato pubblicato nel 2018 e il suo primo singolo si intitolava 11/11, essendo una canzone dai ritmi molto caraibici, mescolata con cumbia e pop. Il secondo singolo, chiamato Cucurucumbia e il suo cortometraggio InDios sono stati pubblicati come prima parte di InDios/InLove, un doppio album di 17 canzoni, pubblicato a maggio 2018. Nell'aprile del 2018, Naty ha lanciato il terzo singolo ufficiale dell'album: Lloré de felicidad, insieme al cantante Charles King. Inoltre, questo album contiene la canzone Rompe come il suo quarto singolo, con la collaborazione di Cata Pirata. Altri singoli come Se va e Vas como río sono stati pubblicati nel 2019.
A fine 2019 ha pubblicato la canzone Comelo, insieme alla cantante Bemba Colora. Questa canzone è stato il primo singolo dal suo doppio album intitolato 20/20 Collage: Remixes and B Sides.

### 2021-2022: Progetto che includeTengo Fe,Puro AmoreDespedida
Nel 2021, come parte del suo nuovo progetto quell'anno, ha pubblicato la canzone Tengo Fe, che è stata ispirata dai suoi stessi sentimenti, di donna forte ma allo stesso tempo morbida e dolce. Lo scopo di questa canzone è di trasmettere un messaggio d'amore, lasciando da parte l'odio e cambiando il dubbio per la fede. Lo sviluppo di questo nuovo lavoro musicale ha avuto luogo a Palomino, nel dipartimento di La Guajira, dove Botero vive con la sua famiglia da diversi anni.
Nell'anno 2022 e come parte dello stesso progetto musicale, ha pubblicato una nuova canzone chiamata Puro Amor, in cui usa i ritmi del merengue dominicano per esprimere amore verso suo marito e verso se stessa. Il video di questa canzone è stato girato anche nella cittadina di Palomino, sulla costa caraibica colombiana.
Nel luglio 2022 Naty ha presentato il singolo Despedida, realizzato in collaborazione con il cantante colombiano Andrés Cabas. Il video di questa canzone romantica è stato girato nel dipartimento di La Guajira e nella Sierra Nevada de Santa Marta.

## Discografia

### Album in studio
- 2006 – Naty Botero
- 2010 – Adicta
- 2013 – Coraje
- 2016 – Mi esencia
- 2018 – InDios/InLove
- 2020 – 20/20 Collage

## Filmografia
- Little Death (2003) - cortometraggio
- Por amor a Gloria (2005) - telenovela
- Another Gay Movie (2006) - colonna sonora del film
- Esto huele mal (2007) - film
- La pista (2013) - concorso televisivo
- Baila Fanta (2014) - concorso televisivo
- Barena Karaoke Nights (2016) - concorso televisivo
- InDios (2018) - cortometraggio